# Travelbird
Travelbird B.V. är ett nederländskt onlinebaserat resebolag med huvudkontor i Amsterdam. Bolaget grundades i april 2010, av Symen Jansma och Dennis Klompalberts. Från dears första bokning i april 2010 har över 2,5 miljoner resenärer rest med TravelBird. 
Bolaget är verksamt i 10 länder och har över 550 anställda med över 30 olika nationaliteter, som arbetar från huvudkontoret i Amsterdam. Travelbird jobbar med att sätta ihop 6 nya erbjudanden varje dag och jobbar mot att göra hela boknings- och reseprocessen så enkel som möjligt.

## Historia
Till en början var Travelbirds reseerbjudanden begränsade till Nederländerna, med ett nytt reseerbjudande varje dag. Travelbird expanderade snabbt till nya marknader som Tyskland och Belgien, och senare Frankrike, Storbritannien, Österrike, Schweiz, Sverige, Danmark och Norge. Travelbird har utsetts till ett av Europas snabbast växande online reseföretag, med en omsättning 2014 på ca 95 miljoner euro. 2015 fick bolaget en ny investering på ca 16,5 miljoner euro från Rocket Internet (genom deras Global Founders Capital). Total har Rocket Internet investerat upp till 32 miljoner euro i bolaget och äger nu 25,2% av aktierna i TravelBird.